# Mitra carbonaria
Mitra carbonaria là một medium-loài ốc biển cỡ lớn, là động vật thân mềm chân bụng sống ở biển trong họ Mitridae, họ ốc méo miệng. Loài này có ở Úc và New Zealand.